# Töpchin
Töpchin ist ein Ortsteil von Mittenwalde in Brandenburg.

## Lage
Der Ortsteil liegt südlich des Stadtzentrums. Nördlich liegt der Zossener Ortsteil Kallinchen sowie der Ortsteil Motzen (Mittenwalde) (zu Mittenwalde gehörend). Es folgen im Uhrzeigersinn die Gemeinden Groß Köris und Schwerin, die Stadt Teupitz im Süden sowie der Zossener Ortsteil Wünsdorf im Westen. Die Bundesautobahn 13 verläuft wenige Kilometer weiter östlich in Nord-Süd-Richtung. Töpchin grenzt an folgende Naturschutzgebiete (NSG): im Süden an das NSG Großer und Kleiner Möggelinsee, das NSG Kleine und Mittelleber sowie das NSG Jägersberg–Schirknitzberg. Der Töpchiner Hauptgraben verbindet die Seenkette der Töpchiner Seen mit dem Motzener See. Die höchste Erhebung ist der im östlichen Teil gelegene, 81 m hohe Deichberg, gefolgt vom 61,2 m hohen Mühlenberg im Nordosten der Gemarkung.
Zu Töpchin gehört der Gemeindeteil Waldeck, der im Südosten der Gemarkung liegt.

## Geschichte und Etymologie

### 12. bis 16. Jahrhundert

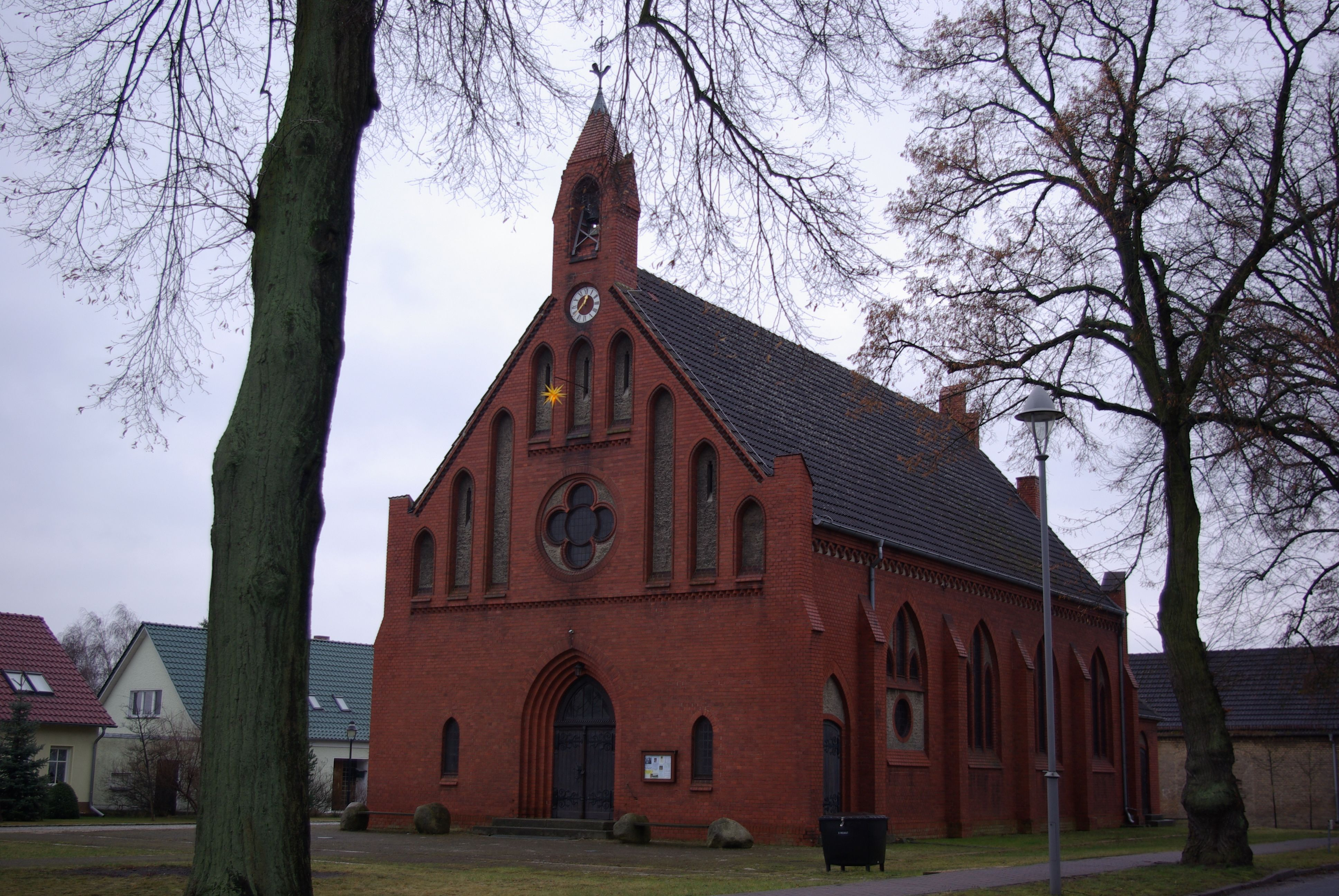
Dorfkirche Töpchin

Die Region war bereits im 12. Jahrhundert von Slawen besiedelt. Sie nannten den Ort „Dubschin“, was Eichendorf bedeutet. Der Ort wurde 1475 erstmals als „Tüpchin“ erwähnt und befand von vor diesem Jahr mit Ausnahme weniger Gerechtsame im Besitz der Herrschaft Zossen. Aus kirchlicher Sicht war er nach Zossen gepfarrt und unterstand dem Bistum Meißen. Dadurch errichteten die Einwohner im Ort zunächst keine Kirche und bevorzugten auf Grund der Nähe zu Motzen die dortige Zossener Filialkirche. Das Sackgassendorf war von drei Seiten von Wasser umgeben. Die Bewohner lebten überwiegend von der Landwirtschaft und der Fischerei. Sie stauten die Töpchiner Seen auf und errichteten eine Mühle; es gab bereits einen Krug. Von (vor?) 1492 bis 1716 gehörten die bereits erwähnten Nutzungsrechte dem Rittersitz zu Zossen. Sie erhielten Anteile am Schulzen sowie Hebungen von vier Höfen (1555) bzw. drei Hufnerdienste sowie Abgaben (1583).  Im Jahr 1583 bewirtschaftete der Schulze zwei Hufe; es gab zwei Anderthalbhufner sowie den Krüger, einen Einhufner, drei Kossäten, die „seit alteres her“ 16 Hufen bewirtschafteten.

### 17. Jahrhundert
Vor dem Dreißigjährigen Krieg gab es im Dorf im Jahr 1624 insgesamt 14 Hufner, drei Kossäten und einen Hirten. Nach dem Krieg lebten noch 11 Bauern mit einem Bruder und drei Söhnen im Ort. Töpchin war damit von den Kriegseinwirkungen nicht ganz so stark betroffen wie vergleichbare Dörfer in der Region. Im Jahr 1655 gab es den Schulzen, bereits wieder 13 Hufner und drei Kossäten. Sie besaßen die Fischereigerechtigkeit und durften im Töpchiner See fischen. Im Jahr 1711 lebten 14 Hufner, der Hirte und ein Knecht im Ort. Es gab noch keine eigene Schmiede; bei Bedarf kam jedoch ein Laufschmied vorbei. Die Einwohner zahlten für die 16 Hufen je acht Groschen an Abgaben. Im Jahr 1745 waren es 14 Bauern, zwei Kossäten sowie ein Krug. Außerhalb des Dorfes war ein Familienhaus entstanden. 1755 bewirtschaftete der Lehnschulze zwei Hufe und zusätzlich den Hof eines Kossäten. Es gab einen Schenkkrüger mit 1,5 Hufen, einen Anderhalbhufner, elf Einhufner, die Kossätendienste verrichteten, drei Kossäten, zwei Büdner, einen Laufschmied sowie einen Schulmeister, der auch gleichzeitig der Schneider war. Außerdem wachte im Ort ein Nachtwächter. Es gab einen Hirten sowie zwei einzelne Einlieger. Im Jahr 1771 bestand Töpchin aus 16 Giebeln (=Wohnhäusern). Es gab mittlerweile einen eigenen Schmied sowie den Hirten.

### 18. Jahrhundert
Im Jahr 1801 lebten im Ort der Lehnschulze, 13 Ganzbauern, zwei Ganzkossäten, ein Halbkossät sowie vier Büdner, vier Einlieger sowie der Krüger. Sie betrieben 23 Feuerstellen (=Haushalte). Neben dem Ort war auch der Wohnplatz Bleiche, die spätere Springbleiche hinzugekommen. Er wurde 1840 ebenfalls erneut erwähnt; auf der gesamten Gemarkung standen 24 Wohnhäuser.
Im Jahr 1858 gab es im Dorf und in dem Etablissement Bleiche 14 Hofeigentümer, die neun Knechte und Mägde beschäftigten. Hinzu kamen 39 Arbeiter und 12 nebengewerbliche Landwirte. Im Ort gab es 26 Besitzungen: Eine war mehr als 600 Morgen groß (682 Morgen), drei weitere zwischen 300 und 600 Morgen (zusammen 1168 Morgen), zehn weitere waren zwischen 10 und 30 Morgen groß (zusammen 2808 Morgen), sechs zwischen 5 und 30 Morgen (zusammen 121 Morgen). Sechs Höfe waren kleiner als 5 Morgen (zusammen 18 Morgen). Im Dorf hatten sich zwischenzeitlich einige Gewerke niedergelassen. Es gab einen Schneidergesellen, einen Töpfermeister mit zwei Gesellen und einem Lehrling, einen Schlossermeister, zwei Händler, einen Höker, einen Krug und einen Armen. Im Jahr 1860 gab es im Dorf ohne den Wohnplatz Springbleiche ein öffentliches, 23 Wohn- und 35 Wirtschaftsgebäude. Die Gemarkung war 4847 Morgen groß: Dabei entfielen 2676 Morgen auf Wald, 1542 Morgen auf Ackerflächen, 390 Morgen Wiese, 128 Morgen Weide und 50 Morgen auf Gehöfte. Durch die Regulierung der Notte im Jahr 1862 sank der Wasserspiegel des Töpchiner Sees um 1,30 bis 1,40 m ab. Damit entstanden drei voneinander abgegrenzte Seen, der Töpchiner Untersee, der Töpchiner Obersee und der Sputendorfer See. In der Mitte des 19. Jahrhunderts erlebte der Ort durch den Abbau von Ton einen wirtschaftlichen Aufschwung. 1840 wurde die erste Ziegelei im Wohnplatz Springbleiche eröffnet, um 1850 begann im Gemeindeteil Waldeck der Abbau von Braunkohle. Die Ziegel wurden ab Dezember 1894 mit der Königs Wusterhausen-Mittenwalde-Töpchiner Kleinbahn insbesondere nach Berlin transportiert. In den Jahren 1893 und 1894 errichtete die Kirchengemeinde eine eigene Dorfkirche.

### 20. und 21. Jahrhundert
Um die Jahrhundertwende standen im Ort 109 Häuser. Der Bestand wuchs auf 144 Häuser im Jahr 1931 an. Hinzu kamen rund zehn Ziegeleien, sieben Gaststätten, Bäcker, Schuhmacher und eine Schmiede. Töpchin war mittelbar von der Einrichtung des Truppenübungsplatzes Zehrensdorf in den Jahren 1909/1910 betroffen und musste große Waldgebiete abgeben. Im Jahr 1932 bestand die Gemeinde mit den Wohnplätzen Springbleiche, Ziegeleien und den Siedlungen Landhauskolonie, Töpchin Nord und Töpchin Süd. Im Jahr 1939 gab es im Dorf fünf Betriebe, die zwischen 20 und 100 Hektar groß waren, fünf weitere Betriebe zwischen 10 und 20 Hektar, zwölf Betriebe zwischen 5 und 10 Hektar sowie 68 Betriebe zwischen 0,5 und 5 Hektar. Im Jahr 1941 gehörte zur Gemeinde auch das Forsthaus Kroschingluch. Neben den Gebietsabtretungen aus den 1910er Jahren war der Ort ganz direkt von der militärischen Nutzung des Umlandes betroffen, als im August 1944 ein Munitionszug explodierte, der große Schäden an den Dächern und Fenstern im Ort verursachte. Die Kirche wurde ebenfalls in Mitleidenschaft gezogen und konnte erst im Herbst/Winter 1945/1946 gesichert werden.
Nach dem Zweiten Weltkrieg wurden 245 Hektar aus dem ehemaligen Truppenübungsgebiet enteignet und aufgeteilt. 22 Bauern erhielten zwischen einem und fünf Hektar (zusammen 100 Hektar) sowie 23 Bauern zwischen fünf und zehn Hektar (zusammen 145 Hektar). Die ehemalige Gemeinde Sputenberge wurde am 1. Juli 1950 eingemeindet. Im Jahr 1955 gründete sich eine LPG vom Typ III mit 39 Mitgliedern und 175 Hektar landwirtschaftlicher Nutzfläche. Außerdem gründete sich eine LPG Typ I mit acht Mitgliedern und 41 Hektar Fläche, die 1962 dem Betriebsteil Egsdorf angegliedert wurde. Im Jahr 1973 bestanden die LPG, der Staatliche Forstwirtschaftsbetrieb mit der Revierförsterei Waldeck sowie das VEB Betonkombinat Potsdam mit der Außenstelle Töpchin.
Nach der Wende schloss mit dem Töpchiner Betonwerk das letzte größere produzierende Unternehmen. 1994 feierte die Kirchengemeinde ihr 100-jähriges Bestehen. Töpchin wurde am 26. Oktober 2003 nach Mittenwalde eingemeindet.

## Bevölkerungsentwicklung
| Jahr      | 1734 | 1772 | 1801 | 1817 | 1840 | 1858 | 1895 | 1925 | 1939 | 1946 | 1964 | 1971 |
| Einwohner | 117  | 139  | 148  | 157  | 168  | 226  | 978  | 945  | 2268 | 1021 | 922  | 868  |

## Kultur und Sehenswürdigkeiten

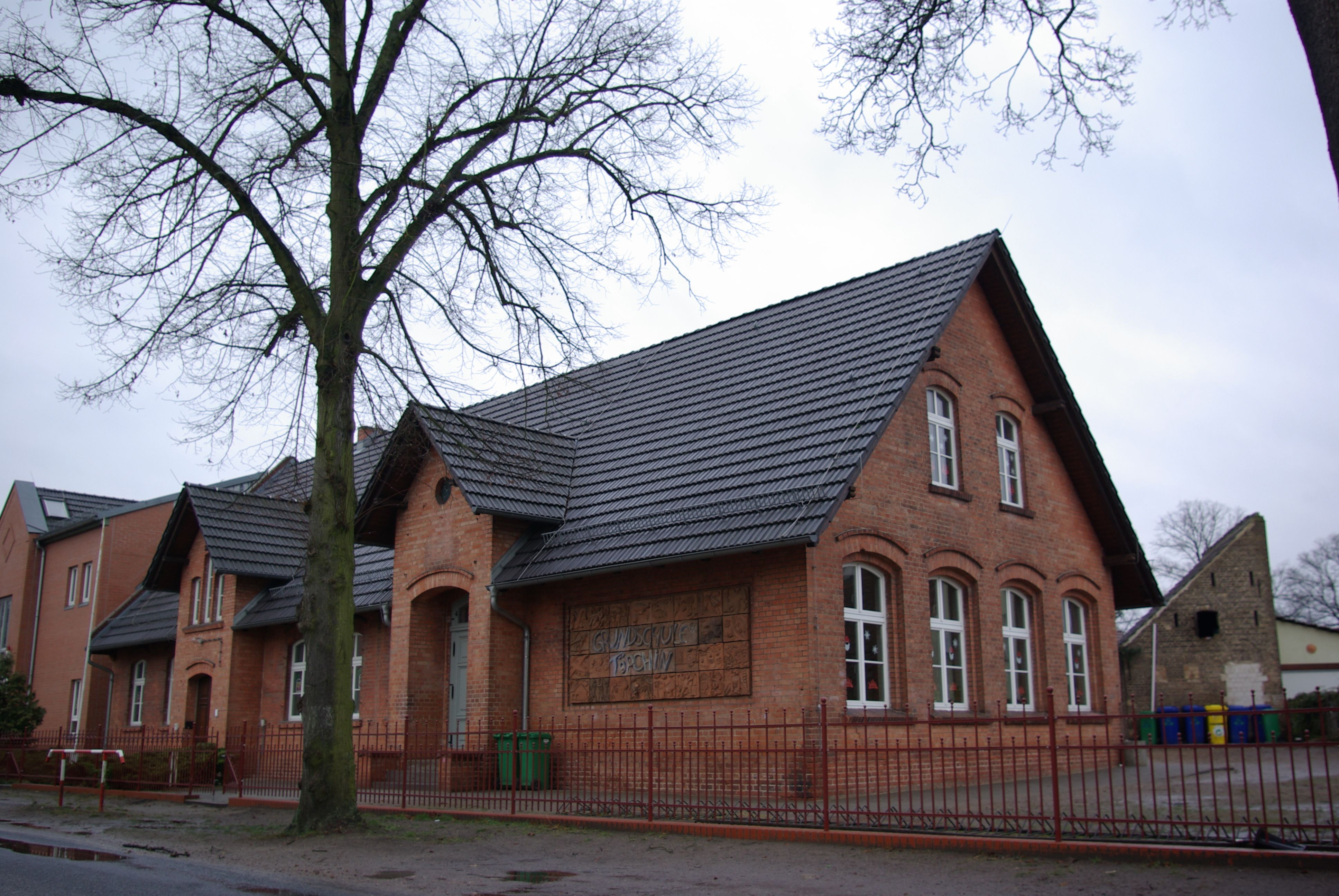
Schule

- Die evangelische Dorfkirche Töpchin ist ein neugotischer Sakralbau aus den Jahren 1893 und 1894. Die schlichte Ausstattung stammt aus der Bauzeit der Kirche. Das hölzerne Kruzifix auf dem Altar ist eine Stiftung des Ziegeleibesitzers Selchow. Die Orgel auf der Westempore baute Albert Hollenbach aus Neuruppin. Sie besitzt zwei Manuale, ein Pedal und hat 15 Register.
- Der Bahnhof Töpchin ist Endpunkt der stillgelegten Königs Wusterhausen-Mittenwalde-Töpchiner Kleinbahn, auf der seit 2001 schrittweise eine Draisinenstrecke eingerichtet wurde.
- Naturschutzgebiet Töpchiner Seen mit Sandtrockenrasen sowie Kiefern- und Erlenwäldern
- Ein Rundwanderweg führt um den Töpchiner See, ein weiterer Weg um Töpchin. Von ihnen besteht eine Verbindung zum Europäischen Fernwanderweg 10.

## Bildung und Kultur
- Im Ort sind zahlreiche Vereine aktiv, darunter der Förderverein Volksfest Töpchin, der Heimatverein Töpchin, der TTV BMR Töpchin und ein Anglerverein. Daneben existieren ein Förderverein der Freiwilligen Feuerwehr, die Jagdgenossenschaft und Jagdhornbläsergruppe Töpchin sowie der Seniorenbeirat und die Kirchengemeinde. Es gibt eine kleine Kunstszene.
- Für die Einwohner stehen ein Jugend- und Bürgertreff zur Verfügung. Mittenwalde betreibt im Ort die Kleine Grundschule Töpchin.

## Wirtschaft und Infrastruktur, Politik
Im Ort sind zahlreiche Gewerbetreibende aktiv, darunter mehrere Handwerker, ein Bio-Hof sowie ein Café. Zahlreiche Ferienwohnungen richten sich an Touristen.
Die Märkische Straße verbindet den Ort nach Norden mit Kallinchen und Motzen. Sie führt als Waldecker Straße in südlicher Richtung nach Teupitz und dort auf die Bundesautobahn. Nach Osten besteht mit der Hauptallee eine Anbindung nach Zossen und dessen Ortsteile. Die RVS bindet den Ort über die Buslinie 728 mit Mittenwalde und Königs Wusterhausen an.
Ortsvorsteher ist Jan Priemer.

## Persönlichkeiten
- Erich Sanders (1908–nach 1978), SS-Funktionär, Nachrichtendienstler und Gestapobeamter
- Ursula Püschel (1930–2018), Literaturwissenschaftlerin, Journalistin und Schriftstellerin, geboren in Töpchin